# Gás de proteção
Gases de proteção são gases inertes ou ativos que são utilizados em diversos processos de arco de solda, mais notavelmente nos processos MIG/MAG e TIG. Sua função é proteger a área de soldagem de gases atmosféricos, como por exemplo o oxigênio, dióxido de carbono e o Vapor de água. Dependendo do material que está sendo soldado, estes gases atmosféricos podem reduzir a qualidade da solda ou tornar o processo de soldagem mais difícil de ser usado. Outros processos de arco de solda usam outros métodos de proteção da solda como por exemplo, o soldagem com eletrodo revestido, que utiliza um eletrodo para cobrir o fundente que produz dióxido de carbono quando é consumido, um gás semi-interte que é aceitável como gás de proteção para a soldagem do aço